# Mudhole, Sedam
Mudhole là một làng thuộc tehsil Sedam, huyện Gulbarga, bang Karnataka, Ấn Độ.